# Córka Mikołaja 2: Święta pod znakiem zapytania
Córka Mikołaja 2: Święta pod znakiem zapytania (ang. Santa Baby 2, znany również jako Santa Baby 2: Christmas Maybe) – amerykańsko-kanadyjska komedia fantasy z 2009 roku w reżyserii Rona Underwooda. Kontynuacja filmu Córka Mikołaja z 2006 roku.
Premiera filmu miała miejsce 13 grudnia 2009 roku na antenie ABC Family. W Polsce jego premiera odbyła się 27 grudnia 2013 roku w TVP1.

## Opis fabuły
Święty Mikołaj (Paul Sorvino) przechodzi kryzys wieku średniego i traci zapał do pracy. Zaniepokojona córka, Mary (Jenny McCarthy) przybywa na biegun z Nowego Jorku. Dowiaduje się, że obowiązki jej ojca przejęła tajemnicza Teri (Kelly Stables). Mary jej nie ufa. Kobiety zaczynają ze sobą rywalizować.

## Obsada
- Jenny McCarthy jako Mary Class
- Dean McDermott jako Luke Jessup
- Paul Sorvino jako Święty Mikołaj
- Lynne Griffin jako pani Mikołajowa
- Kelly Stables jako Teri
- Jessica Parker Kennedy jako elf Lucy
- Richard Side jako elf Gary
- Gabe Khouth jako elf Skip
- James Higuchi jako elf Dave
- Kristen Holden-Ried jako Colin
- Miguelito Macario Andaluz jako Sandy
- Holly Ann Emerson jako młoda kobieta

i inni